# Kecamatan Rikit Gaib
Kecamatan Rikit Gaib (indonesiska: Rikit Gaib) är ett distrikt i Indonesien.   Det ligger i provinsen Aceh, i den västra delen av landet, 1 600 km nordväst om huvudstaden Jakarta.